# Fred Church
Fred Rosell Church, nato Fred Rosell Church  (Ames, 17 ottobre 1889 – Blythe, 7 gennaio 1983), è stato un attore statunitense del cinema muto, attivo tra il 1908 e il 1935 in oltre duecento film.

## Biografia
Nacque a Ontario, una comunità appartenente alla città di Ames, nell'Iowa.
Iniziò la carriera come attore di vaudeville per poi entrare nel mondo del cinema grazie a Gilbert Anderson, per il quale interpretò principalmente ruoli da protagonista in film d'azione o western.
Con l'arrivo del sonoro si ritirò dal mondo del cinema.
Morì a Blythe, in California nel 1983, all'età di 93 anni, a causa di un attacco di cuore.

## Filmografia

### 1908
- The Cowboy's Baby, regia di Francis Boggs – cortometraggio (1908)

### 1909
- The Spanish Girl, regia di Gilbert M. 'Broncho Billy' Anderson – cortometraggio (1909)
- His Reformation, regia di Gilbert M. 'Broncho Billy' Anderson – cortometraggio (1909)
- The Ranchman's Rival, regia di Gilbert M. 'Broncho Billy' Anderson – cortometraggio (1909)
- The Heart of a Cowboy, regia di Gilbert M. 'Broncho Billy' Anderson – cortometraggio (1909)
- Tag Day, regia di Gilbert M. 'Broncho Billy' Anderson – cortometraggio (1909)
- The Best Man Wins, regia di Gilbert M. 'Broncho Billy' Anderson – cortometraggio (1909)
- The Mad Miner, regia di Francis Boggs – cortometraggio (1909)

### 1910
- The Flower of the Ranch – cortometraggio (1910)
- Under Western Skies – cortometraggio (1910)
- The Cowboy and the Squaw – cortometraggio (1910)
- The Tout's Remembrance – cortometraggio (1910)
- The Pony Express Rider – cortometraggio (1910)
- Patricia of the Plains – cortometraggio (1910)
- The Brother, Sister and the Cowpuncher – cortometraggio (1910)
- A Cowboy's Vindication – cortometraggio (1910)
- The Bad Man's Last Deed – cortometraggio (1910)
- The Bearded Bandit – cortometraggio (1910)
- The Bad Man's Christmas Gift – cortometraggio (1910)
- The Tenderfoot Messenger – cortometraggio (1910)
- Circle C Ranch's Wedding Present – cortometraggio (1910)
- A Western Woman's Way – cortometraggio (1910)
- Won by a Hold-Up – cortometraggio (1910)
- The Girl and the Fugitive – cortometraggio (1910)
- The Desperado – cortometraggio (1910)
- The Ranger's Bride – cortometraggio (1910)
- The Little Prospector – cortometraggio (1910)
- Method in His Madness – cortometraggio (1910)
- The Cowpuncher's Ward – cortometraggio (1910)
- The Masquerade Cop – cortometraggio (1910)
- The Mistaken Bandit – cortometraggio (1910)
- The Marked Trail – cortometraggio (1910)
- The Unknown Claim – cortometraggio (1910)
- Pals of the Range – cortometraggio (1910)
- The Little Doctor of the Foothills (1910)
- The Ranchman's Feud – cortometraggio (1910)
- The Mexican's Faith – cortometraggio (1910)
- A Ranchman's Wooing – cortometraggio (1910)
- The Bad Man and the Preacher – cortometraggio (1910)
- The Outlaw's Sacrifice, regia di Gilbert M. Anderson – cortometraggio (1910)
- The Deputy's Love, regia di Gilbert M. 'Broncho Billy' Anderson – cortometraggio (1910)
- The Forest Ranger – cortometraggio (1910)
- A Vein of Gold – cortometraggio (1910)

### 1911
- Alkali Ike's Auto (1911)
- Papa's Letter (1911)
- Across the Plains (1911)
- A Western Redemption (1911)
- Forgiven in Death (1911)
- Broncho Billy's Christmas Dinner (1911)
- A Western Girl's Sacrifice (1911)
- The Desert Claim (1911)
- Broncho Billy's Adventure (1911)
- The Lucky Card (1911)
- A Cattle Rustler's Father (1911)
- The Outlaw and the Child (1911)
- Town Hall, Tonight (1911)
- The Faithful Indian (1911)
- The Corporation and the Ranch Girl (1911)
- The Count and the Cowboys (1911)
- The Sheriff's Chum (1911)
- The Indian Maiden's Lesson (1911)
- The Stage Driver's Daughter (1911)
- The Two Reformations (1911)
- The Forester's Plea (1911)
- The Bunco Game at Lizardhead (1911)
- The Strike at the Little Jonny Mine (1911)
- Mustang Pete's Love Affair (1911)
- On the Desert's Edge (1911)

### 1912
- Broncho Billy and the Schoolmistress (1912)
- Western Girls (1912)
- Broncho Billy for Sheriff (1912)
- Alkali Ike's Boarding House (1912)
- Alkali Ike Bests Broncho Billy (1912)
- Alkali Ike Stung! (1912)
- The Smuggler's Daughter (1912)
- On the Moonlight Trail (1912)
- Alkali Ike's Motorcycle (1912)
- The Shotgun Ranchman (1912)
- The Prospector's Legacy (1912)
- A Child of the West (1912)
- The Loafer's Mother (1912)
- A Woman of Arizona (1912)
- The Prospector (1912)
- Broncho Billy's Narrow Escape (1912)
- On El Monte Ranch (1912)
- The Sheriff's Inheritance (1912)
- Broncho Billy's Pal (1912)
- The Tomboy on Bar Z (1912)
- A Moonshiner's Heart (1912)
- The Ranchman's Trust (1912)
- Alkali Ike Plays the Devil (1912)
- The Ranch Girl's Mistake (1912)
- The Deputy and the Girl (1912)
- A Ranch Widower's Daughters (1912)
- The Dance at Silver Gulch (1912)
- Broncho Billy's Escapade (1912)
- The Dead Man's Claim (1912)
- Broncho Billy's Bible (1912)
- Broncho Billy's Last Hold-Up (1912)
- Broncho Billy and the Bandits (1912)
- Alkali Ike's Pants (1912)
- An Indian Sunbeam (1912)
- Broncho Billy's Mexican Wife (1912)
- The Desert Sweetheart (1912)
- On the Cactus Trail (1912)
- An Indian's Friendship (1912)
- Western Hearts (1912)
- The Little Sheriff (1912)
- Broncho Billy and the Indian Maid (1912)
- The Sheriff and His Man (1912)
- The Oath of His Office (1912)
- The Ranch Girl's Trial (1912)
- Broncho Billy's Heart (1912)

### 1913
- Broncho Billy and the Western Girls, regia di Gilbert M. 'Broncho Billy' Anderson (1913)
- The Episode at Cloudy Canyon, regia di Lloyd Ingraham (1913)
- The Miner's Request, regia di Arthur Mackley (1913)
- The Dance at Eagle Pass, regia di Lloyd Ingraham (1913)
- Alkali Ike's Gal, regia di Jess Robbins (1913)
- The Rustler's Spur, regia di Jess Robbins (1913)
- Broncho Billy and the Sheriff's Kid, regia di Gilbert M. 'Broncho Billy' Anderson (1913)
- The Ranch Girl's Partner, regia di Arthur Mackley (1913)
- A Widow of Nevada, regia di Arthur Mackley (1913)
- The Life We Live, regia di Arthur Mackley (1913)
- Broncho Billy's Conscience, regia di Gilbert M. 'Broncho Billy' Anderson (1913)
- Broncho Billy's Sister, regia di Gilbert M. 'Broncho Billy' Anderson (1913)
- The Making of Broncho Billy, regia di Gilbert M. 'Broncho Billy' Anderson (1913)
- Broncho Billy Reforms, regia di Gilbert M. 'Broncho Billy' Anderson (1913)
- Broncho Billy's Christmas Deed, regia di Gilbert M. 'Broncho Billy' Anderson (1913)
- Broncho Billy's Gratefulness, regia di Gilbert M. 'Broncho Billy' Anderson (1913)
- Sophie's Hero, regia di Jess Robbins (1913)
- A Romance of the Hills, regia di Lloyd Ingraham (1913)
- Broncho Billy Gets Square, regia di Gilbert M. 'Broncho Billy' Anderson (1913)
- Last Shot, regia di Jess Robbins (1913)
- Alkali Ike and the Wildman, regia di Gilbert M. 'Broncho Billy' Anderson (1913)
- A Snakeville Courtship, regia di David Kirkland (1913)
- The Broken Parole, regia di Lloyd Ingraham (1913)
- The Edge of Things, regia di Lloyd Ingraham (1913)
- The Kid Sheriff, regia di Lloyd Ingraham (1913)
- The Belle of Siskiyou, regia di Lloyd Ingraham (1913)
- Why Broncho Billy Left Bear Country, regia di Gilbert M. 'Broncho Billy' Anderson (1913)
- Broncho Billy's Reason, regia di Gilbert M. 'Broncho Billy' Anderson (1913)
- Love and the Law, regia di Lloyd Ingraham (1913)
- Broncho Billy's Strategy, regia di Gilbert M. 'Broncho Billy' Anderson (1913)
- Bonnie of the Hills, regia di Lloyd Ingraham (1913)
- At the Lariat's End, regia di Jess Robbins (1913)
- Broncho Billy's Squareness, regia di Gilbert M. 'Broncho Billy' Anderson (1913)
- Broncho Billy and the Express Rider, regia di Gilbert M. 'Broncho Billy' Anderson (1913)
- Their Promise, regia di Jess Robbins (1913)
- Alkali Ike and the Hypnotist, regia di Gilbert M. 'Broncho Billy' Anderson (1913)
- Broncho Billy's Gun Play, regia di Gilbert M. 'Broncho Billy' Anderson (1913)
- The New Schoolmarm of Green River, regia di Gilbert M. 'Broncho Billy' Anderson (1913)
- The Influence of Broncho Billy, regia di Gilbert M. 'Broncho Billy' Anderson (1913)
- Broncho Billy's Capture, regia di Gilbert M. 'Broncho Billy' Anderson (1913)
- The Struggle, regia di Gilbert M. 'Broncho Billy' Anderson (1913)
- The End of the Circle, regia di Jess Robbins (1913)
- Broncho Billy's Brother, regia di Gilbert M. 'Broncho Billy' Anderson (1913)
- The Three Gamblers, regia di Gilbert M. 'Broncho Billy' Anderson (1913)
- The Doctor's Duty, regia di Gilbert M. 'Broncho Billy' Anderson (1913)

### 1914
- The Circle of Gold (1914)
- Dolly's Deliverance (1914)
- The Bandit of Devil's Gap (1914)
- The Story of the Old Gun, regia di Lloyd Ingraham (1914)
- Sophie Picks a Dead One, regia di Jess Robbins (1914)
- The Futility of Revenge (1914)
- Joe's Retribution (1914)
- Man to Man (1914)
- Her Birthday Present (1914)
- The School Teacher at Angel Camp (1914)
- A Night on the Road, regia di Lloyd Ingraham (1914)
- The Hello Girl of Angel Camp (1914)
- In the Hollow of an Oak (1914)
- A Rose of Yesterday (1914)
- The Girl from Texas (1914)
- The Hills of Peace, regia di Lloyd Ingraham (1914)
- Cattle (1914)
- Broncho Billy, Guardian, regia di Gilbert M. 'Broncho Billy' Anderson (1914)
- The Blacksmith's Daughter (1914)
- What Came to Bar Q, regia di Lloyd Ingraham (1914)
- Four Days (1914)
- Her Higher Ambition (1914)
- The Man in the Attic (1914)
- Universal Ike and the School Belle (1914)
- The Cast of the Die, regia di Jess Robbins (1914)
- A Belle of Olden Days (1914)
- The Awakening at Snakeville, regia di Jess Robbins (1914)

### 1915
- The Greaser (1915)
- When a Queen Loved O'Rourke, regia di Otis Turner (1915)
- The Yellow Star (1915)
- The Palace of Dust (1915)
- The New Adventures of Terence O'Rourke, regia di Otis Turner (1915)
- The Long Chance, regia di Edward LeSaint (1915)
- The Missing Man (1915)
- The Road to Paradise, regia di Otis Turner (1915)
- A Leap for Life (1915)
- The Other Girl, regia di Hal Clements (1915)
- Christmas at Lonesome Gulch (1915)
- Brothers (1915)
- A Fight to a Finish (1915)
- At Twelve O'Clock (1915)

### 1916
- The Flirt, regia di Phillips Smalley e Lois Weber (1916)
- Miss Blossom (1916)
- The Girl of Lost Lake, regia di Lynn Reynolds (1916)
- A Romance of Billy Goat Hill (1916)
- Her Great Part (1916)
- The Gambler (1916)
- At Twelve O'Clock (1916)
- The Secret Foe (1916)
- The End of the Rainbow, regia di Jeanie Macpherson e Lynn Reynolds (1916)
- Giant Powder (1916)
- The Heart of Bonita (1916)
- The Thief of the Desert (1916)
- The Wrong Door (1916)
- The Secret of the Swamp (1916)
- It's Great to Be Married, regia di Leslie T. Peacocke (1916)
- Her Greatest Story (1916)
- The Wise Man and the Fool (1916)
- It Happened in Honolulu, regia di Lynn Reynolds (1916)
- Lonesomeness (1916)
- The Brink (1916)

### 1917
- Madame du Barry, regia di J. Gordon Edwards (1917)
- The Clever Mrs. Carfax, regia di Donald Crisp (1917)
- The Last of the Night Riders (1917)
- Squaring It (1917)
- A Blissful Calamity (1917)
- The Lion's Lair (1917)
- The Phantom's Secret (1917)
- Southern Justice (1917)
- A Startling Climax (1917)
- Jungle Treachery (1917)
- The Temple of Terror (1917)
- Number 10, Westbound (1917)
- The Lure of the Circus (1917)
- The Honeymoon Surprise, regia di Leslie T. Peacocke – cortometraggio (1917)

### 1918
- Shootin' Mad (1918)
- Beans, regia di John Francis Dillon (1918)
- The Human Tiger (1918)
- All for Gold (1918)
- The Blindness of Divorce, regia di Frank Lloyd (1918)

### 1919
- The Son-of-a-Gun (1919)
- Red Blood and Yellow (1919)
- Angel Child (1919)

### 1922/1925
- The Fighting Kid (1922)
- The Man from New York (1923)
- Chalk Marks, regia di John G. Adolfi (1924)
- The Lost Express, regia di J.P. McGowan (1925)

### 1926
- Stacked Cards, regia di Robert Eddy (1926)
- Signal Fires
- Prince of the Saddle (1926)
- Two Fisted Buckaroo (1926)
- Temple of Terror (1926)

### 1927
- The Lone Rider, regia di Fred J. Balshofer (1927)
- The Mansion of Mystery (1927)

### 1928
- Secrets of the Range
- Riders of Vengeance
- The Vanishing West
- Trails of Treachery

### 1929
- The Unknown Rider
- Western Methods
- Cowboy Cavalier

### 1930
- Rough and Ready (1930)
- South of Sonora, regia di Jacques Jaccard (1930)
- The Apache Kid's Escape, regia di Robert J. Horner (1930)

### 1931
- Wild West Whoopee, regia di Robert J. Horner (1931)
- Riders of the Cactus, regia di David Kirkland (1931)
- Flying Lariats, regia di Alan James e David Kirkland (1931)
- So This Is Arizona, regia di J.P. McGowan (1931)
- The Ridin' Kid, regia di Jack Irwin (1931)

### 1932
- The Golden West, regia di David Howard (1932)

### 1934
- Border Guns, regia di Robert J. Horner, Jack Nelson (1934)

### 1935
- Defying the Law, regia di Robert J. Horner (1935)
- Devil's Canyon
- Desert Guns